# Amaruka
Amaruka o Amaru (VII secolo – VIII secolo) è stato un poeta indiano.

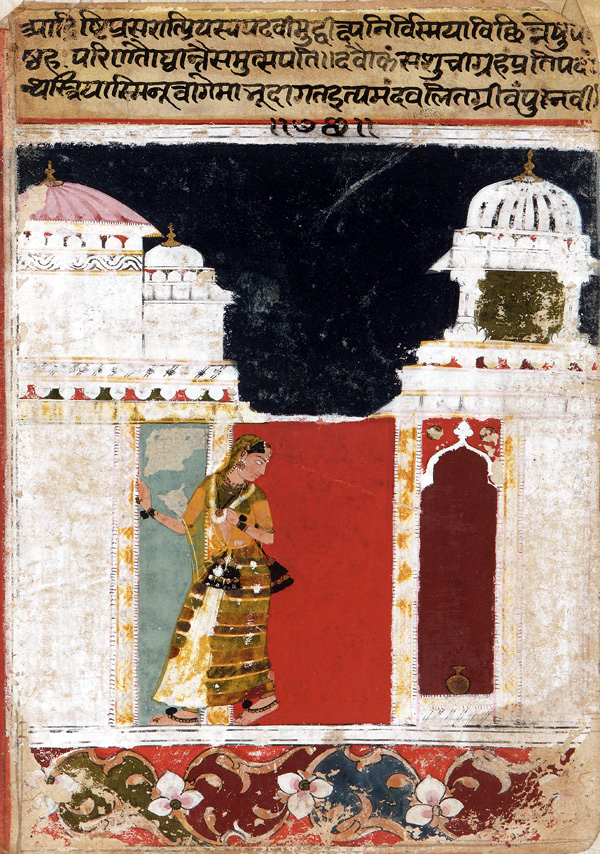
Moglie che aspetta il marito (verso 76); una scena tratta dal Amaru Shataka del poeta sanscrito Amaru.

Visse tra VII e l'VIII secolo in quanto il suo nome e le sue opere sono citate da importanti retori, quali Vāmana e Ānandavardhana intorno all'800. La biografia di Amaruka è completamente sconosciuta; deve considerarsi pura leggenda il fatto che Amaruka possa identificarsi con il pensatore Adi Shankara, ossia Śaṅkara, secondo la traslitterazione in uso (788-820 circa), il quale, per poter fronteggiare un dibattito filosofico concernente l'amore, avrebbe proiettato la propria anima nell'appena defunto re Amaru, così da poter acquisire la conoscenza delle passioni della carne frequentando l'harem del defunto sovrano. 
Amaruka è considerato comunque, insieme con Kālidāsa, uno dei massimi poeti d'amore dell'India classica. La sua unica opera sopravvissuta è l'Amarukaśataka o Amaruśataka (Centuria di Amaruka, o Centuria di Amaru), una raccolta scritta in lingua sanscrita di strofe singole o sciolte (muktaka, in sanscrito) di tema amoroso. Il testo di Amaruka è pervenuto in quattro recensioni, che complessivamente annoverano da 101 a 136 componimenti.
In ogni singolo componimento, l'autore ha cercato di trasporre su un piano poetico gli aspetti sentimentali e fisici dell'amore. Tra le altre tematiche ricorrenti affrontate dal poeta, si segnalano il potere economico e quello sociale, il rifiuto del degrado della società e della cultura.
L'opera non ha ottenuto solo un enorme successo in patria, ma è stata tradotta in svariate lingue, tra le quali l'italiano, per opera di Umberto Norsa nel 1923.